# Dick Powell
 (mars 2019).
Si vous disposez d'ouvrages ou d'articles de référence ou si vous connaissez des sites web de qualité traitant du thème abordé ici, merci de compléter l'article en donnant les références utiles à sa vérifiabilité et en les liant à la section « Notes et références ».
Pour les articles homonymes, voir Richard Powell (homonymie) et Powell.
Dick Powell (né le 14 novembre 1904 à Mountain View, Arkansas et mort le 2 janvier 1963  à West Los Angeles, Californie) est un acteur et un réalisateur américain.

## Filmographie partielle

### Comme acteur
- 1932 : Blessed Event (en) de Roy Del Ruth
- 1932 : Too Busy to Work de John G. Blystone
- 1933 : The King's Vacation de John G. Adolfi
- 1933 : 42e Rue (42nd Street) de Lloyd Bacon
- 1933 : Chercheuses d'or de 1933 (Gold diggers of 1933) de Mervyn LeRoy
- 1933 : Prologues (Footlight Parade) de Lloyd Bacon
- 1933 : College Coach de William A. Wellman
- 1933 : La Folle Semaine (Convention City) d'Archie Mayo
- 1934 : Wonder Bar de Lloyd Bacon et Busby Berkeley
- 1934 : Ondes d'amour (Twenty Million Sweethearts) de Ray Enright
- 1934 : Dames (James Higgens) de Ray Enright et Busby Berkeley
- 1934 : Rayon d'amour (Happiness Ahead) de Mervyn LeRoy
- 1934 : Mademoiselle Général (Flirtation Walk) de Frank Borzage
- 1935 : Chercheuses d'or de 1935 (Gold diggers of 1935) de Busby Berkeley
- 1935 : Le Gondolier de Broadway de Lloyd Bacon
- 1935 :  Reine de beauté (Page Miss Glory) de Mervyn LeRoy
- 1935 : Le Songe d'une nuit d'été (A Midsummer Night's Dream) de William Dieterle et Max Reinhardt
- 1935 : Votez pour moi (Thanks a Million) de Roy Del Ruth
- 1935 : Amis pour toujours (Shipmates Forever) de Frank Borzage
- 1936 : Colleen (en) de Alfred E. Green
- 1936 : En scène (en) (Stage Struck) de Busby Berkeley
- 1936 : En parade (Gold Diggers of 1937) de Lloyd Bacon et Busby Berkeley
- 1937 : Sur l'avenue (On the Avenue) de Roy Del Ruth
- 1937 : Voici l'escadre (en) (The Singing Marine) de Ray Enright
- 1937 : Hollywood Hotel de Busby Berkeley
- 1937 : La Revue du collège (Varsity Show) de William Keighley
- 1938 : Joyeux Compères (Cowboy from Brooklyn) de Lloyd Bacon
- 1938 : Une enfant terrible (Hard to Get) de Ray Enright
- 1938 : Le Cavalier errant (Going Places) de Ray Enright
- 1939 : Fausses Notes (Naughty But Nice) de Ray Enright
- 1940 : I Want a Divorce (en) de Ralph Murphy
- 1940 : Le Gros Lot (Christmas in July) de Preston Sturges
- 1941 : Une épouse modèle (Model Wife) de Leigh Jason
- 1941 : Deux Nigauds marins (In the Navy) d'Arthur Lubin
- 1943 : Happy Go Lucky (en) de Curtis Bernhardt
- 1943 : Riding High de George Marshall
- 1943 : Pris sur le vif (True to Life) de George Marshall
- 1944 : C'est arrivé demain (It Happened Tomorrow) de René Clair
- 1944 : Meet the People de Charles Reisner
- 1944 : Adieu, ma belle (Murder, My Sweet) d'Edward Dmytryk
- 1945 : Pris au piège (Cornered) d'Edward Dmytryk
- 1947 : L'Heure du crime (Johnny O'Clock) de Robert Rossen
- 1948 : La Cité de la peur (Station West) de Sidney Lanfield
- 1948 : Sanglante Aventure (Pitfall) de André de Toth
- 1948 : To the Ends of the Earth (en)
- 1950 : Une rousse obstinée (The Reformer and the Redhead) de Melvin Frank et Norman Panama
- 1950 : Tourment (Right Cross) de John Sturges
- 1951 : L'Implacable (Cry Danger) de Robert Parrish
- 1951 : Le Grand Attentat (The Tall Target) d'Anthony Mann
- 1952 : Les Ensorcelés (The Bad and the Beautiful) de Vincente Minnelli
- 1954 : Suzanne découche (Susan Slept Here) de Frank Tashlin

### Comme réalisateur
- 1953 : Même les assassins tremblent (Split Second)
- 1956 : Le Conquérant (The Conqueror)
- 1956 : L'Extravagante Héritière (You Can't Run Away from It)
- 1957 : Torpilles sous l'Atlantique (The Enemy Below)
- 1958 : Flammes sur l'Asie (The Hunters)